# 天津金融博物馆
天津金融博物馆（英語：Tianjin Museum of Finance）是一座位于天津的金融主题博物馆，位于中国天津市和平区解放北路29号，即原法国俱乐部旧址。

## 历史
2008年11月，时任天津市副市长崔津渡与亚洲商学院执行院长王巍考察美国金融博物馆之际，萌生了创办中国金融博物馆的动议。2009年3月5日，天津市人民政府办公厅批准筹建中国金融博物馆，馆址拟定为天津市河西区围堤道103号峰汇广场一楼。2010年3月，天津市和平区政府基于建设“金融和平”的发展定位，提出将中国金融博物馆迁址到天津和平区解放北路29号原法国俱乐部旧址的想法。2010年6月9日，中国金融博物馆正式成立，展示面积2400平方米。2017年，该馆更名为天津金融博物馆。
2023年12月31日，因建筑物年久失修且缺乏财政支持，天津金融博物馆决定于2024年2月19日停止运营并永久性关闭。